# Chlorocoma rhodoloma
Chlorocoma rhodoloma är en fjärilsart som beskrevs av Turner 1910. Chlorocoma rhodoloma ingår i släktet Chlorocoma och familjen mätare. Inga underarter finns listade i Catalogue of Life.